# Die Vereinigung jiddischer Polizisten

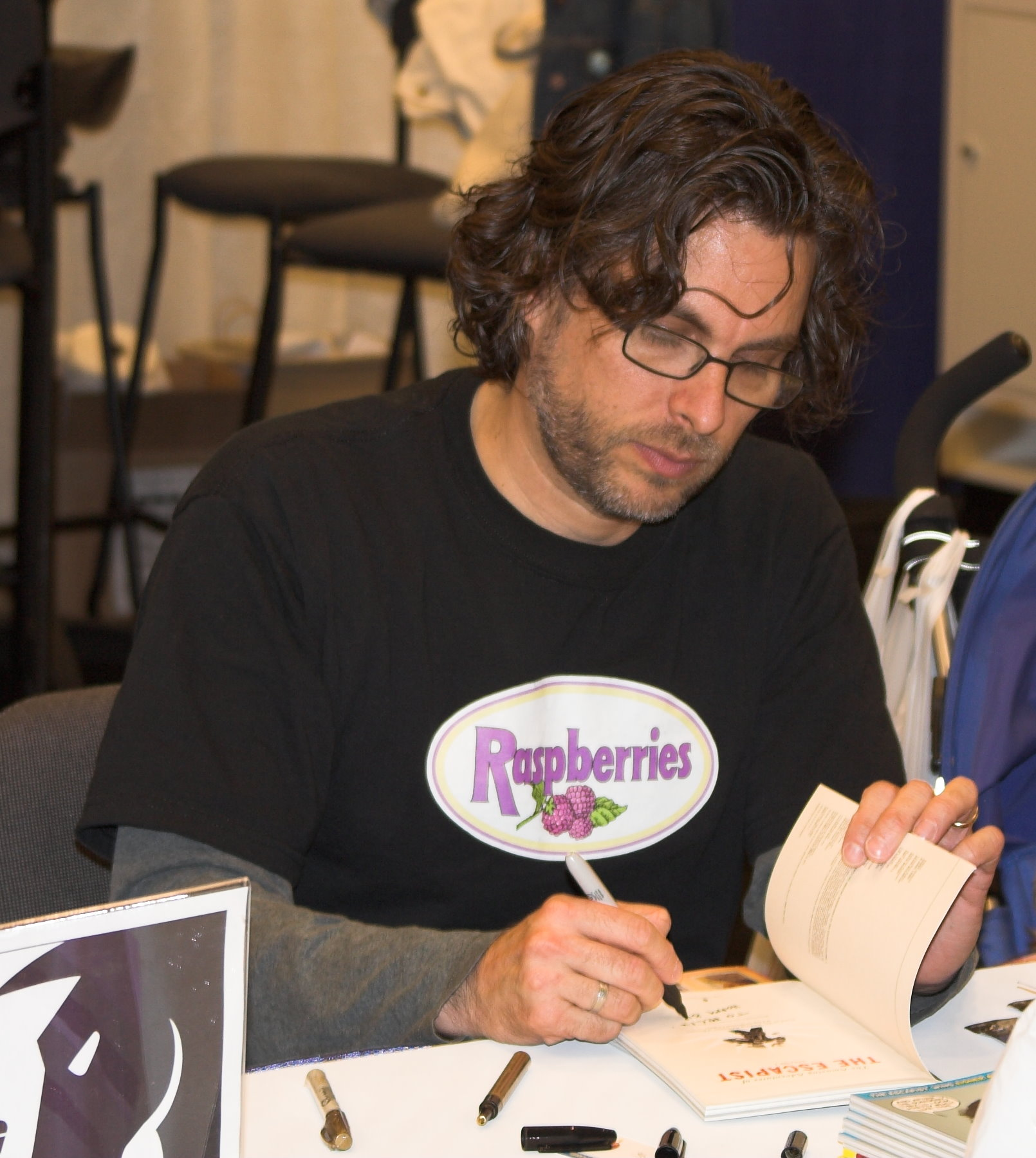
Michael Chabon, der Autor von Die Vereinigung jiddischer Polizisten

Die Vereinigung jiddischer Polizisten (Originaltitel: The Yiddish Policemen's Union) ist ein alternativ-historischer Kriminalroman des amerikanischen Autors Michael Chabon aus dem Jahr 2007.

## Handlung
Der Roman spielt im Jahr 2007 in einer fiktiven jiddischsprachigen Gesellschaft in einer fiktiven Großstadt Sitka an der Stelle des gleichnamigen ehemaligen russischen Hauptortes von Alaska.
Der Roman geht von der alternativhistorischen Annahme aus, die Vereinigten Staaten hätten den europäischen Juden im Zweiten Weltkrieg innerhalb des damaligen Bundesterritoriums Alaska eine Heimstatt geboten. Diese Heimstatt ist dabei weder ein souveräner Nationalstaat (wie das reale Israel) noch ein autonomer Gliedstaat der Vereinigten Staaten (wie das reale Alaska) oder ein dauernder Bundesdistrikt (wie der reale District of Columbia), sondern lediglich ein provisorisch eingerichtetes Gebilde mit jiddischer Sprache unter dem Namen Federal District of Sitka. Obwohl der Roman in englischer Sprache geschrieben ist, enthält er zahlreiche Begriffe aus dem Jiddischen, sowie auch jiddisch-klingende Wortschöpfungen unter Anlehnung insbesondere an standarddeutsche oder slawische Wörter. Nach dem Roman geht die Einrichtung des Distrikts damit einher, dass viele europäische Juden dem Holocaust entkommen und nach Alaska auswandern. Der Roman suggeriert, dass aus diesem Grunde einerseits (ein auf die Kriegsführung konzentriertes) Deutschland erst 1946 durch einen Atombombenabwurf auf Berlin den Weltkrieg verliert, die Sowjetunion keine Hegemonie über das östliche Europa errichtet und in Ostasien sich eine Großmacht der Mandschurei etabliert. Weiterhin geht der 1947 gegründete Staat Israel bereits 1948 im Unabhängigkeitskrieg unter.
In der Gegenwart, so der Roman, unternimmt ein evangelikaler US-Präsident die Aufhebung des provisorischen Status, so dass die jüdischen Bewohner Sitkas das Land verlassen müssen. In dieser Situation setzt die Kriminalgeschichte an. In einer Absteige Zamenhof in der Untershtot, in der auch der alkoholkranke Polizeidetektiv Meyer Landsman wohnt, wird ein Junkie, der sich nach dem Schachspieler Emanuel Lasker nennt, ermordet aufgefunden. Die Aufklärung stößt auf Widerstand bei den amerikanischen Bundesbehörden. Zusammen mit seinem Cousin, der von einem jüdischen Vater und einer von Juden ermordeten Tlingit-Mutter Ber Shemetz abstammt, und seiner Vorgesetzten und Ex-Frau Bina Gelbfish macht sich Landsman dennoch auf die Suche nach dem Mörder. Die Spur führt in das Sitka beherrschende chassidische Milieu. Zugleich unternehmen Juden aus Sitka einen Terroranschlag auf den Felsendom, um die Wiedererrichtung des Tempels in Jerusalem und damit das Kommen des Messias zu ermöglichen. Der Tote stellt sich als der verstoßene Sohn des Oberrabbiners heraus, in den seine Mitmenschen ihre messianischen Hoffnungen gesetzt hatten.

## Auszeichnungen
- 2007: Nebula Award[1]
- 2007: Sidewise Award[2]
- 2008: Locus Award als bester Science-Fiction-Roman[3]
- 2008: Hugo Award als bester Roman[4]